# SV Fischbach 1959
Der Sportverein Fischbach 1959 ist ein Sportverein aus Fischbach in der Verbandsgemeinde Enkenbach-Alsenborn im Landkreis Kaiserslautern, der etwa 500 Mitglieder in seinen Abteilungen Badminton, Boule, Gesang, Fußball, Tischtennis, Schach und Turnen/Breitensport zählt. Überregional ist der SVF für seine Badmintonabteilung bekannt, die viele Nationalspieler hervorgebracht hat und eine Bundesliga- und eine Regionalligamannschaft besitzt.

## Badmintonabteilung
Der Sportverein besitzt eine Badmintonabteilung mit über 90 Mitgliedern, 1994 wurde sie ins Leben gerufen. 2005 wurde die Badmintonabteilung des SV Fischbach mit dem Grünen Band für vorbildliche Talentförderung im Verein ausgezeichnet. Genau dies spiegelt sich auch im aktuellen Kader des Dorfvereins wider: Der Kader der ersten Mannschaft besteht größtenteils, der der zweiten Mannschaft komplett aus Sportlern aus der Region. Momentan trainieren etwa 60 Kinder und 30 Erwachsene in der Abteilung. 20 Spieler gehören zu den Kadern des Badmintonverbandes Rheinhessen-Pfalz.

### Sportliche Erfolge
Im Badminton erzielt der SV Fischbach besondere Erfolge. 2007 gelang der Herrenmannschaft erstmals der Aufstieg in die 2. Bundesliga Süd. Dort schloss die Mannschaft die Saison 2008/09 auf dem vierten Platz ab. Grundlage für den wachsenden Erfolg ist auch die herausragende Jugendarbeit, die mit dem Gewinn der Deutschen Mannschaftsmeisterschaft der U19 2008 gekrönt wurde. Ein Jahr später wurden die Fischbacher deutscher U19-Vizemeister. Einzelne Spieler des SV Fischbach erzielten im Jugend- und Schülerbereich ebenfalls nationale und internationale Erfolge. So holte Jonas Geigenberger bei der U19-Europameisterschaft 2009 im Mixed die Silbermedaille und war zusammen mit den Fischbachern Alina Hammes und Richard Domke an der Mannschafts-Bronzemedaille beteiligt. 2012 schaffte der Verein den Aufstieg in die 1. Bundesliga.

### Bekannte Spieler
Felix Hammes steht im Nachwuchs-Nationalkader. Bisherige Nationalspieler des Vereins sind Eva Mayer, Daniel Hammes, Stefan Sold, Fabian Hammes, Dieter Domke, Julian Degiuli, Philip Merz, Jonas Geigenberger, Richard Domke, Alina Hammes und Jan-Pascal Herzer.

### Kooperationspartner
Kooperationspartner ist in erster Linie die Eliteschule des Sports, das Heinrich-Heine-Gymnasium in Kaiserslautern, wo die Spieler bis zu zweimal am Tag trainieren können.

### Wichtige Persönlichkeiten
- Arno Mayer, 1. Vorsitzender
- Steffen Becker, 2. Vorsitzender
- Sabine Stumptner, Schatzmeisterin
- Edgar Hammes, Abteilungsleiter Badminton